# Никиоско училище
Никиоското училище (на гръцки: Νίκειος Σχολή) е училище в македонската влашка паланка Невеска, днес Нимфео, Леринско, Гърция.
Училището е построено на мястото на предишна училищна сграда от майстори от Бел камен или от Горна Македония. Училището е голяма, триетажна, изцяло каменна постройка с швейцарски часовник на кула. Строителството започва в 1925 година и завършва две години по-късно. Ктитор е големият тютюнев търговец от Невеска Жан Нику.. Архитектурата на сградата е еклектична с барокови влияния. Голямата сграда събира 250 деца и е символ на просперитета на паланката в една вече отминала епоха.
В 1990 година училището е обявено за паметник на културата.